# Ciudad Sandino
Ciudad Sandino ist ein Municipio im Departamento Managua in Nicaragua. Sie hat eine Einwohnerzahl von 120.705 Personen (2019) und zählt damit zu den größten Städten des Landes. Sie bildet einen nordwestlichen Vorort von Managua am Managuasee.

## Geschichte
Der Beginn der Gründung von Ciudad Sandino geht auf das Jahr 1969 zurück, als es zu schweren Überschwemmungen durch den Anstieg des Managuasees kam, der das Ergebnis eines tropischen Tiefs in Nicaragua war. Die an die Küste des Sees angrenzenden Stadtteile von Managua und weitere Siedlungen waren von diesem Phänomen betroffen und mussten ihre Bewohner an einen sichereren Ort umsiedeln.